# 7 vendémiaire
7 jour complémentaire 7 brumaire
Le septidi 7 vendémiaire, officiellement dénommé jour de la carotte, est le 7e jour de l'année du calendrier républicain. Il reste 358 jours avant la fin de l'année, 359 en cas d'année sextile.
C'était généralement le 28e jour du mois de septembre dans le calendrier grégorien.

## Événements
- An III : 28 septembre 1794
  - Création de l’École polytechnique.